# 1998년 아시안 게임 대한민국 선수단
1998년 아시안 게임 대한민국 선수단은 태국 방콕에서 열린 1998년 아시안 게임에 참가한 대한민국 선수단이다. 37개 종목, 546명의 선수를 파견했으며 금메달 65개를 획득하여 종합 메달 순위 2위에 올랐다.